# E+Z Entwicklung und Zusammenarbeit
 E+Z Entwicklung und Zusammenarbeit  é uma revista criada pelo Ministério Alemão de Desenvolvimento e Cooperação Econômica. É também editada em idioma inglês sob o nome D+C Development and Cooperation.